# キャラメルアップル

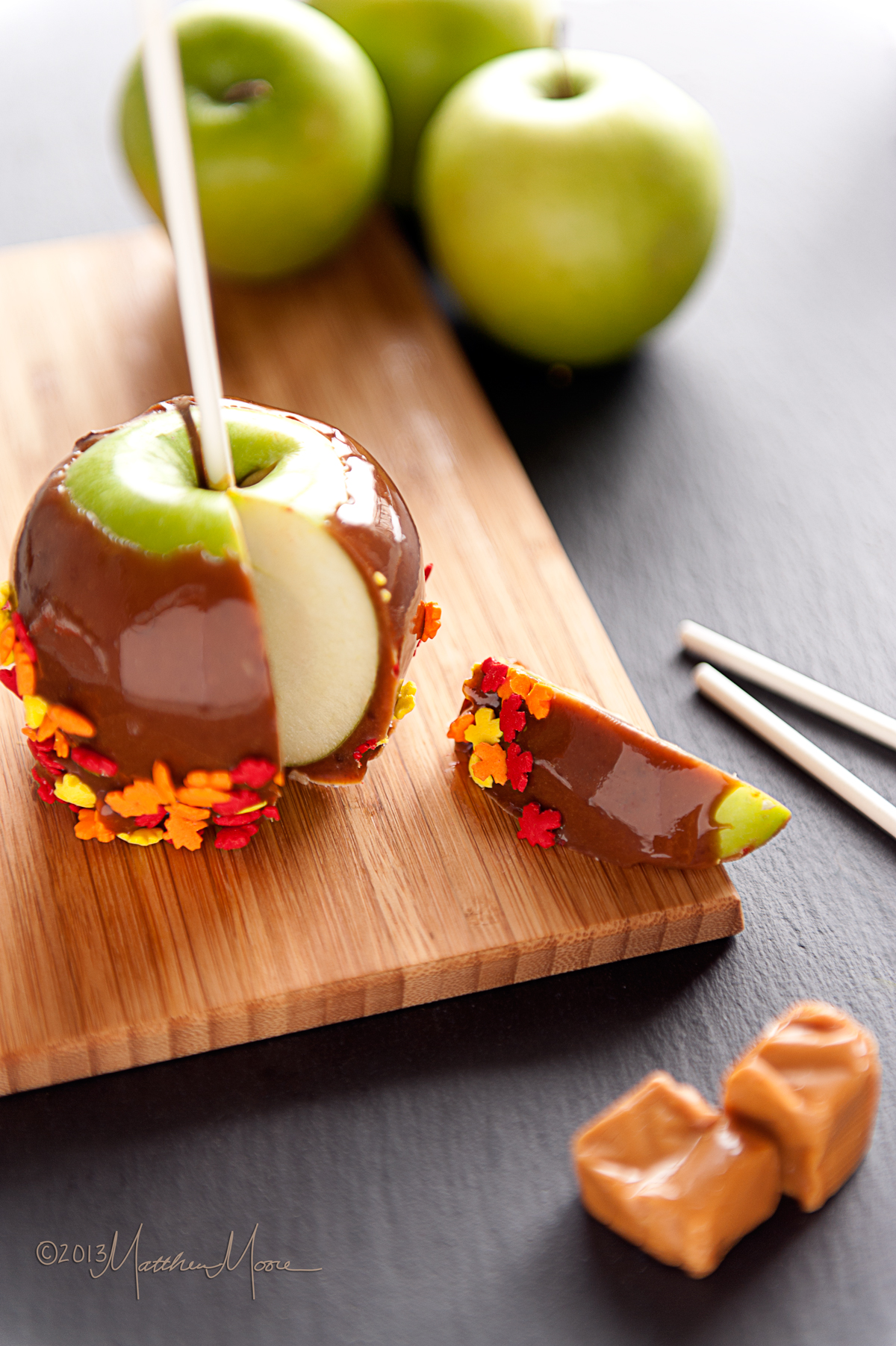
一部カットしたキャラメルアップル

キャラメルアップル（英語: caramel apple、英語: toffee apple）はアメリカ合衆国のスイーツ。リンゴ丸ごと1個をキャラメルソースで包んだスイーツである。
アメリカではハロウィンの定番スイーツとなっている。
日本においてはりんご飴との類似が指摘され、キャラメルアップルを説明する際に引き合いに出される。
棒を刺したリンゴをキャラメルやチョコレートなどでコーティングし、表面にナッツやクランチなどをトッピングする。
リンゴに刺さった棒を軸に、十字に切り分けてから食べるのがマナーとされる。